# Jeff Duncan
Jeffrey Darren Duncan, detto Jeff (Ware Shoals, 7 gennaio 1966), è un politico statunitense, membro della Camera dei Rappresentanti per lo stato della Carolina del Sud dal 2011 al 2025.

## Biografia
Nato a Ware Shoals, dopo gli studi Duncan fondò un'agenzia immobiliare.
Entrato in politica con il Partito Repubblicano, nel 2002 venne eletto all'interno della legislatura statale della Carolina del Sud, dove rimase per otto anni. Nel 2010 si candidò alla Camera dei Rappresentanti per il seggio lasciato vacante da Gresham Barrett. Duncan riuscì a sconfiggere l'avversaria democratica e venne eletto deputato, per poi essere riconfermato nelle successive tornate elettorali.
Jeff Duncan si configura come un repubblicano conservatore ed è un esponente del Tea Party.